# 장쑤 위성 텔레비전
장쑤 위성 텔레비전(중국어: 江苏卫视)은 장쑤 방송 본부 (집단)(江苏广播电视总台（集团）)에서 방송되는 위성 텔레비전 채널이다.

## 개요
1960년 5월 1일에 개국한 장쑤 텔레비전(南京电视台)이, 1997년 12월 28일에 위성 텔레비전으로 개국하였다. 2004년 장쑤 위성 텔레비전을 감성적인 특성을 가지는 형식의 채널로 설립되었다. 2009년 장쑤 위성TV는 HDTV의 동시 방송을 시작하였다. 2010년 이후 장쑤 TV는 《我们相爱吧》、《最强大脑》、《蒙面歌王》、《非诚勿扰》、《一站到底》、《超级战队》、《真心英雄》등의 프로그램을 출시했다. 2016년 1월 장쑤 위성TV는 “가장 매력적인 텔레비전 미디어(最具魅力电视媒体)”란 타이틀을 얻었다.

## 프로그램 목록
| - 新闻眼 (2012년~) - 江苏新时空 - Raid the cage (芝麻开门) (2013년~) - 워먼시앙아이바 (我们相爱吧) (2016년~) - Star Chef (星厨驾到) (2014년~) - 前往世界的尽头 (2015년) - 缘来非诚勿扰 (2010년~) - Fight For Her (为她而战) (2015년) - 복면가왕 (중국어판) (蒙面歌王) (2015년) - 蒙面唱将猜猜猜 (2016년) | - 미인천하 (唐宫美人天下) (2011년) - 산하련 미인무루 (山河恋·美人无泪) (2012~2013년) - 백씨가문의 여인들 (爱情悠悠药草香) (2013년) - 여의명비전 (女医·明妃传) (2016년) - 인간정도시창상 (人间正道是沧桑) (2009년) - 노대적행복 (老大的幸福) (2010년) - 신옥관음 (新玉观音) (2011년) - 나혼시대 (裸婚時代) (2011년) - 신연애시대 (新恋爱时代) (2013년) - 가유파실습생 (加油吧实习生) (2015년) |

## 해외 채널 정보
- StarHub TV : 830 채널
- Singtel TV : 512 채널
- HKBN bbTV : 713 채널
- Macau Cable TV : 158 채널
- 다이렉TV : 2054 채널

## 같이 보기
- Now jelli